# Exodus (nave)
La Exodus 1947 (in ebraico Yetzi'at Eiropa Tashaz, cioè Exodus Europa 5707, dove 5707 è l'anno che va dall'autunno 1946 all'autunno 1947 secondo il calendario ebraico) fu una nave, conosciuta anche come President Warfield, che nel 1947 fu incaricata di trasportare in gran segreto degli ebrei che partivano illegalmente dall'Europa per raggiungere il Mandato britannico della Palestina.

## Storia

### Il contesto
Dopo la fine della seconda guerra mondiale, circa 200 000 ebrei vivevano in precarie condizioni in campi di concentramento in Austria e in Germania. Migliaia di questi ebrei decisero di spostarsi nei porti del Mar Mediterraneo per cercare un modo per recarsi via nave in Palestina. Questa era allora sotto il controllo del Regno Unito, che ne era la potenza mandataria e che aveva emesso, il 17 maggio 1939, un "Libro Bianco" per limitare l'afflusso di ebrei in Palestina a soli 75 000 in cinque anni.
L'Exodus fu la nave di maggiori dimensioni a trasportare sfollati ebrei che volevano entrare nel Mandato britannico di Palestina. La sua vicenda ebbe luogo quindi poco prima della fine del mandato britannico e della fondazione dello Stato di Israele.

### La nave
La President Warfield era stata costruita nel 1927 a Wilmington venendo poi utilizzata, tra il 1928 e il 1940, come imbarcazione da diporto lungo la costa orientale degli Stati Uniti. Il nome derivava da Solomon Davies Warfield, presidente della compagnia ferroviaria di Baltimora. La nave era progettata per trasportare 400 passeggeri ed era fornita di 200 cabine. Il 21 settembre 1942, guidata dal capitano Yitzhak Aronowitz (detto "Ike" dall'Haganah), la President Warfield lasciò gli Stati Uniti per raggiungere il Regno Unito. Nonostante l'attacco da parte di un U-Boot, il 25 settembre, la Warfield riuscì a raggiungere Belfast. Il 21 maggio 1944 entrò a far parte della forza militare della marina statunitense partecipando allo sbarco in Normandia il 6 giugno 1944. Il 14 novembre 1945, terminato l'utilizzo bellico, fu abbandonata e ancorata in un cimitero di navi a Baltimora.

### Il viaggio verso la Palestina britannica
Il 9 novembre 1946 la nave fu acquistata per 40 000 dollari dalla Potomac Shipwrecking Co. di Washington, a nome dell'Haganah, per essere utilizzata per l'Aliyah Bet., cioè l'emigrazione verso la Palestina britannica Nel gennaio 1947 furono introdotte delle modifiche alla nave in modo da poter accogliere un numero maggiore di rifugiati. Il 24 febbraio 1947 l'imbarcazione, battente bandiera honduregna, lasciò il porto di Baltimora per raggiungere l'Europa, ma, il giorno seguente, si imbatté in una violenta tempesta e dovette essere rimorchiata fino al porto di Norfolk. Qui l'intelligence britannica scoprì l'esistenza della President Warfield e l'uso che gli ebrei volevano farne. Gli inglesi iniziarono dunque a esercitare delle pressioni sul governo honduregno per ritirare l'imbarcazione ma, prima ancora che si potesse fare qualcosa, la nave fu riparata e riprese il suo viaggio verso l'Europa nonostante il monitoraggio dei servizi segreti britannici.
Mentre la President Warfield attraversava l'oceano Atlantico, un'organizzazione coordinata trasferiva, con oltre 160 camion, gli ebrei sopravvissuti ai campi di concentramento verso il Sud della Francia. Il 10 aprile raggiunse il porto di Marsiglia, il 25 dello stesso mese si spostò a Portovenere, in provincia de La Spezia. Qui vennero allestiti a bordo dei piccolissimi alloggi (45 × 60 cm) per ospitare i passeggeri e qui la nave venne ribattezzata Exodus.

Si spostò quindi nel porto di Sète dove, passando per gli stretti canali, caricò 4 515 passeggeri (tra cui 1 282 donne e 1 672 tra bambini e ragazzi) e ripartì la mattina dell'11 luglio 1947 capitanata da Yossi Hamburger detto "Harel", approfittando di un momento di distrazione dei servizi segreti britannici.

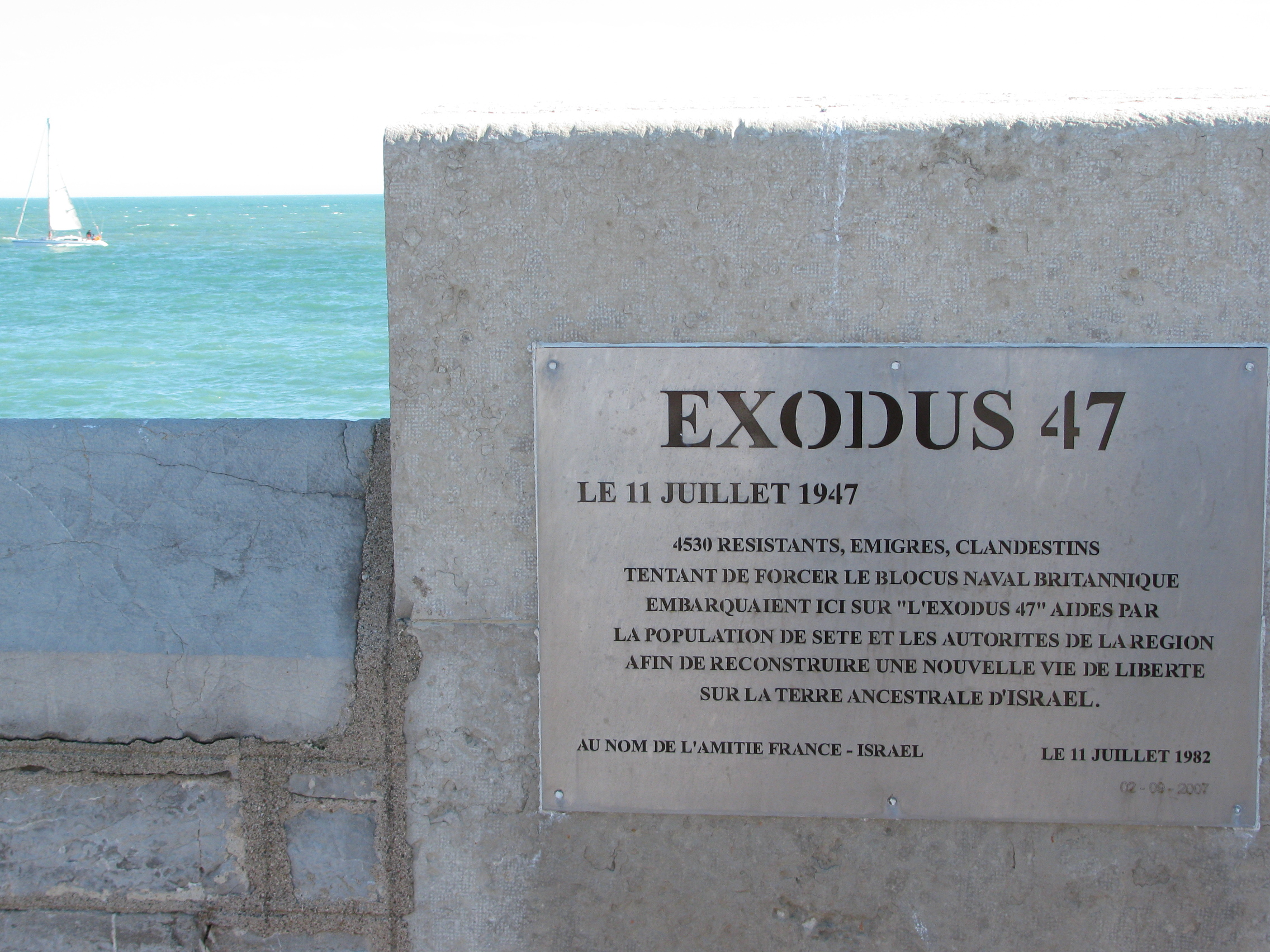
Targa commemorativa situata a Sète

 Al momento della partenza i clandestini ebrei intonarono Hatikvah, la canzone che, in seguito, sarebbe diventato l'inno di Israele. Sull'imbarcazione venne caricato anche il necessario per la sopravvivenza dei clandestini per due settimane. Un medico britannico, dopo un'ispezione, dichiarò che la nave conteneva molti più passeggeri del dovuto, ma era comunque ben organizzata per affrontare il viaggio. La prima sera di viaggio un cacciatorpediniere provò a comunicare con la President Warfield, ma non ricevette alcuna risposta. Durante il tragitto la nave fu sempre sotto il controllo di diversi cacciatorpediniere inglesi, guidati dall'incrociatore HMS Ajax. Sapendo di essere sotto controllo, i passeggeri si prepararono a un eventuale blocco britannico, addestrandosi per la resistenza, armati di lattine, bottiglie e patate. Durante il viaggio, alcune donne incinte furono costrette a partorire sulla nave. Una di esse, Paula Abramowitz, morì durante il parto a causa delle condizioni spartane in cui erano costrette a vivere.
Il 17 luglio, la nave venne rinominata, sotto proposta del politico israelita Moshe Sneh, con il nome ebreo Yetzi'at Eiropa Tashaz, cioè Exodus 1947 rifacendosi all'episodio biblico dell'esodo degli Ebrei dall'Egitto e non batté più la bandiera dell'Honduras ma quella bianca e blu con la stella di David, che poi divenne la bandiera israeliana. La cerimonia venne trasmessa via radio in tutta la Palestina. Nel frattempo, gli inglesi avevano studiato la struttura della nave così da pianificare al meglio un assalto. Gli americani a bordo della Exodus, vedendo che le navi britanniche si avvicinavano, iniziarono a cantare "The Yanks Are Coming" e, successivamente, Pomp and Circumstance per provocare e deridere la flotta nemica. Alle 2 del mattino del 18 luglio gli inglesi contattarono la Exodus per cercare di convincere il capitano a interrompere il viaggio verso la Palestina. La richiesta venne ignorata e la nave conseguentemente attaccata e speronata a prua. In un'ora e mezzo ci furono circa venti tentativi di approccio, che provocarono diversi feriti e tre morti: un soldato britannico, e due passeggeri dell'Exodus.
La battaglia durò circa quattro ore: i clandestini cercarono di difendersi con tutto ciò che avevano a disposizione, come i salvagenti e tubi di metallo, e spruzzando col carburante della nave i soldati che provavano a salire a bordo, ma quando i britannici iniziarono a utilizzare le armi da fuoco, il capitano Harel decise di arrendersi per evitare ulteriori vittime.
I clandestini vennero fatti prigionieri e chiusi in campi di concentramento a Cipro; in seguito il governo britannico decise di riportarli in Francia. L'Exodus rimase abbandonata per i cinque anni successivi. Nel 1952 prese fuoco, per poi essere smantellata nel 1963.

### Il ritorno in Francia
I passeggeri dell'Exodus trasportati a Cipro furono caricati su tre navi: la Ocean Vigour, la Empire Rival e la Runnymede Park, e rimandati in Francia. La mattina del 29 luglio, raggiunsero Port-de-Bouc. Il consiglio dei ministri del governo francese si riunì per decidere come affrontare la questione, giungendo alla conclusione che non avrebbero costretto i clandestini a sbarcare, a meno che non lo avessero fatto di loro spontanea volontà. La grande maggioranza dei passeggeri decise quindi di non sbarcare e rimase a bordo delle navi ancorate a Port-de-Bouc. Il governo francese decise di concedere asilo ai clandestini qualora avessero deciso di sbarcare, ma, nonostante questa dimostrazione di disponibilità, solamente 138 ebrei decisero di lasciare le navi. Gli altri emigranti rifiutarono, dichiarando che la loro unica volontà era quella di raggiungere la Palestina. Vista l'impossibilità di far scendere i clandestini a Port-de-Bouc, il governo britannico diede un ultimatum ai passeggeri: se entro le 18 del 21 agosto non avessero lasciato le navi, sarebbero stati trasferiti in Germania. Così il 22 agosto, dopo quattro settimane, le tre navi lasciarono Port-de-Bouc per dirigersi in Germania dando il via all'operazione Oasis.

### L'arrivo ad Amburgo
Qualche giorno dopo, le tre navi che trasportavano i clandestini ebrei giunsero, dopo una breve sosta a Gibilterra, ad Amburgo. Il 7 settembre l'Ocean Vigour arrivò al porto della città tedesca e il giorno successivo fu organizzato il primo sbarco con lo schieramento di forze militari. Il giorno successivo fu il turno dell'Empire Rival, i cui emigranti non opposero alcuna resistenza allo sbarco. Infine, il 10 settembre, fu la Runnymede Park a giungere ad Amburgo, ma questa volta i clandestini opposero resistenza nascondendosi nella stiva. Dopo aver dato un ultimatum, ignorato dagli ebrei, le forze militari britanniche passarono all'utilizzo anche le armi da fuoco. L'operazione Oasis si concluse quindi con lo sbarco forzato degli ultimi passeggeri e un bilancio di 27 feriti e 50 arresti.
I clandestini sbarcati vennero caricati su dei treni e divisi in due campi di concentramento: quelli della Empire Rival vennero mandati, per buona condotta, ad Am Stau, vicino a Lubecca, gli altri a Poppendorf. I britannici, vedendo che dopo settimane gli emigranti continuavano a rifiutarsi di andare in Francia, dimezzarono le razioni giornaliere e disattivarono i riscaldamenti, scatenando la stampa mondiale che paragonò le loro condizioni di vita a quelle dei campi tedeschi.

## La Spezia e la memoria
Dal porto de La Spezia partirono alcune navi cariche di sfollati ebrei desiderosi di raggiungere la Palestina, per questo la città è rimasta molto legata alla vicenda dell'Exodus. In Israele, la città ligure è conosciuta col nome di "Schàar Zion", Porta di Sion.
La città de La Spezia promuove nel Mediterraneo l'idea della pace e della convivenza, operando per il dialogo tra i popoli tramite il Comitato Euro Mediterraneo Cultura dei Mari, presieduto dal sindaco della città. Ogni anno, a partire dal 2000, si tiene il "premio Exodus", riconoscimento a figure che si sono spese nel campo della solidarietà e dell'interculturalità e che hanno offerto un contributo significativo nell'ottica del dialogo internazionale.
Il 25 aprile 2006 il presidente della Repubblica Carlo Azeglio Ciampi ha conferito al Comune de La Spezia la medaglia d'oro al merito civile per l'aiuto prestato dalla popolazione spezzina ai profughi ebrei scampati alla seconda guerra mondiale.
Oltre a queste, sono organizzate altre attività per mantenere viva la memoria della vicenda svoltasi a La Spezia, come l'archivio multimediale Io ricordo Exodus dove vengono raccolti tutti i materiali per costituire un "Fondo Exodus" che verrà conservato presso gli Archivi Multimediali, oppure documentari e spettacoli, come "Erwartung (L'attesa) - La Spezia Porta di Sion".
L'11 maggio 2018 è stato consegnato il premio Exodus alla senatrice a vita Liliana Segre.

## Nella cultura di massa
La storia dell'Exodus 1947 e dei suoi passeggeri venne raccontata, in versione romanzata, nel romanzo Exodus di Leon Uris nel 1958, tema ripreso nel libro Il comandante dell’Exodus di Yoram Kaniuk. Successivamente, è stato adattato nel film Exodus di Otto Preminger nel 1960.
La vicenda della nave è anche raccontata, in forma romanzata, nel libro Exodus dell'autrice Nicoletta Bortolotti.